# Флаг Электростали
Флаг городского округа Электроста́ль Московской области Российской Федерации — опознавательно-правовой знак, служащий официальным символом муниципального образования.
Флаг утверждён 2 апреля 1998 года решением Совета депутатов города Электросталь № 76/16 «Об утверждении флага города Электросталь Московской области» как флаг муниципального образования «город Электросталь» Московской области и внесён в Государственный геральдический регистр Российской Федерации с присвоением регистрационного номера 793.
Решением Совета депутатов городского округа Электросталь от 5 сентября 2012 года № 188/38, было решено:
название предыдущего решения изложить в следующей редакции — «Об установлении флага города Электросталь Московской области»;
считать флаг города Электросталь Московской области официальным символом городского округа Электросталь Московской области, оставив при этом без изменений геральдическое описание, рисунки и обоснование символики флага;
признать утратившим силу Положение о флаге города Электросталь Московской области, утверждённое решением Совета депутатов города Электросталь Московской области № 76/16;
утвердить Положение о флаге городского округа Электросталь Московской области в новой редакции.

## Описание
«Прямоугольное красное полотнище с изображением Гефеста перед наковальней (фигуры городского герба), сдвинутым от центра к древку. Край одежды Гефеста изображён развивающимся за его спиной в виде декоративного завитка. Соотношение высоты и длины полотнища 2:3, габаритная высота композиции с Гефестом и наковальней составляет 3/4 от высоты полотнища; вертикальная ось наковальни находится на расстоянии от древка, равном 1/3 длины полотнища; расстояние от древка до края композиции с Гефестом и наковальней равно расстоянию от края одежды до свободного края полотнища».

## Обоснование символики
Согласно древнегреческой мифологии Гефест — бог огня и покровитель кузнечно-литейного ремесла. Становление и развитие городского округа Электросталь (города Электросталь) неразрывно связано с электрометаллургическим производством, которое и сегодня является ведущим в широкой гамме промышленности городского округа.
Искры в виде молний, которые символизируют электрический разряд, говорят о первой половине названия города.
Ядро атома отражает современные энергетические производства, расположенные в городском округе Электросталь.
Красный цвет полотнища созвучен литейному делу и дополняет содержание флага.
В основе флага городского округа Электросталь (города Электросталь) языком аллегорического образа бога-труженика Гефеста, как бы покровителя города металлургов, совместно с геральдическими символами, гармонично отражены история развития городского округа Электросталь (города Электросталь) и основной профиль деятельности местного населения.